# Ascó
Ascó ist eine katalanische Gemeinde am Ebro, in der Provinz Tarragona in der Comarca Ribera d’Ebre im Nordosten Spaniens.
Auf einem Hügel oberhalb des Ortes befinden sich die Überreste der von den Arabern erbauten Burg Ascó. Erhalten sind nur noch der Turm und das Wachhaus. Südlich des Orts liegt der Pic de l’Àguila.

## Geografie
Ascó liegt am rechten Ufer des Ebro auf einer Höhe, der teilweise an Hanglage erstellte Ort erstreckt sich von den Ufern des Ebro, die 25 Meter über Meer liegen bis zu rund 90 m über Meer. Die Burg Ascó selbst thront auf einem Hügelsporn die von Westen in den Ort hineinragt auf rund 145 m.
Unweit von Ascó liegt das rund 1,5 km entfernt gelegene Vinebre. Rund 5 km nördlich der Gemeinde liegt die Ortschaft Flix. Im Süden befindet sich der 485 m hohe Pic de l’Àguila, der den Ort auch vom Hauptort der Comarca, Mora d’Ebre, trennt. Auch im Westen erstrecken sich mehrere Hügel, die bis zum Hügelzug Serra de la Fatarella immer höher werden. Der rund 5 km entfernte Hügelzug Serra della Fatarella mit seinem höchsten Gipfel Punta del Home auf 552 m Höhe bildet auch die westliche Grenze der Comarca.

## Geschichte
Älteste Ausgrabungen in Ascó stammen aus der vorromanischen Zeit, es wurde sowohl Keramik verschiedener Herkunft wie auch Steinwerkzeuge und Feuerstein gefunden. Während der Herrschaft der Mauren in Spanien wurde in Al-Andalus die Burg von Ascó als Teil einer Befestigung entlang des Flusses Ebro errichtet. Mitte des 12. Jahrhunderts lebten die Sarazenen in einer christlichen Umgebung innerhalb der Stadtmauern von Ascó. Raimund Berengar IV., Graf von Barcelona sicherte in einem Pakt den Sarazenen von Ascó Religionsfreiheit eigene Kultur, Rechtsprechung und Selbstverwaltung zu. 1182 übereignete Alfons I. die Stadt und die Burg Ascó an den Templerorden. 1182 wurde Ascó um mehrere Besitztümer erweitert. Jakob II. entzog 1307 die Verwaltung Ascó dem Templerorden und übergab sie 1317 an den Malteserorden. 1464 eroberte König Johann II. Ascó. 1497 zählte das Städtchen 165 Einwohner. Anfang des 16. Jahrhunderts wurden die Sarazenen vor die Wahl gestellt, sich zum christlichen Glauben zu bekehren oder Ascó zu verlassen. Die Stadt verlor in der Folge fast die gesamte Bevölkerung und die Stadt musste neu besiedelt werden. Mitte des 16. Jahrhunderts lebten 158 Personen in Ascó. Die nächste bekannte Bevölkerungszahl ist dann bereits im Jahr 1717, als der Ort bereits 530 Einwohner zählte. Diese Zahl verfünffachte sich dann nochmal bis zur Mitte des 19. Jahrhunderts, als 1857 im Ort 2'419 Einwohner gezählt wurden. In dieser Region stabilisierte sich dann die Bevölkerungszahl.
In der Neuzeit wurde am 1. Februar 1892 der Bahnhof Ascó eröffnet. 1922 wurde die Stadt elektrifiziert und im gleichen Jahr wurde auch eine Telefonstation in der Stadt errichtet. In den Wirren des spanischen Spanischen Bürgerkriegs wurde der Ort am 25. Juli 1938 zuerst von den Republikanern erobert und am 15. November 1938 erreichten die Nationalisten die Stadt, außerdem fiel die Bevölkerungszahl 1940 wieder unter 2'000 Einwohner. In den siebziger Jahren wurde mit dem Bau des Kernkraftwerk Ascó nördlich der Stadt begonnen, die beiden Reaktoren haben 1983 und 1985 den Betrieb aufgenommen. Mit dem Bau des Kraftwerks stieg die Bevölkerungszahl dann auch nochmals von 1'630 Einwohnern im Jahr 1970 auf 2'038 im Jahr 1981 – doch bereits wieder zehn Jahre später betrug die Einwohnerzahl nur noch 1'781 Einwohner und pendelte sich – mit leichtem Abwärtstrend – bis heute auf diesem Niveau ein.

## Wirtschaft

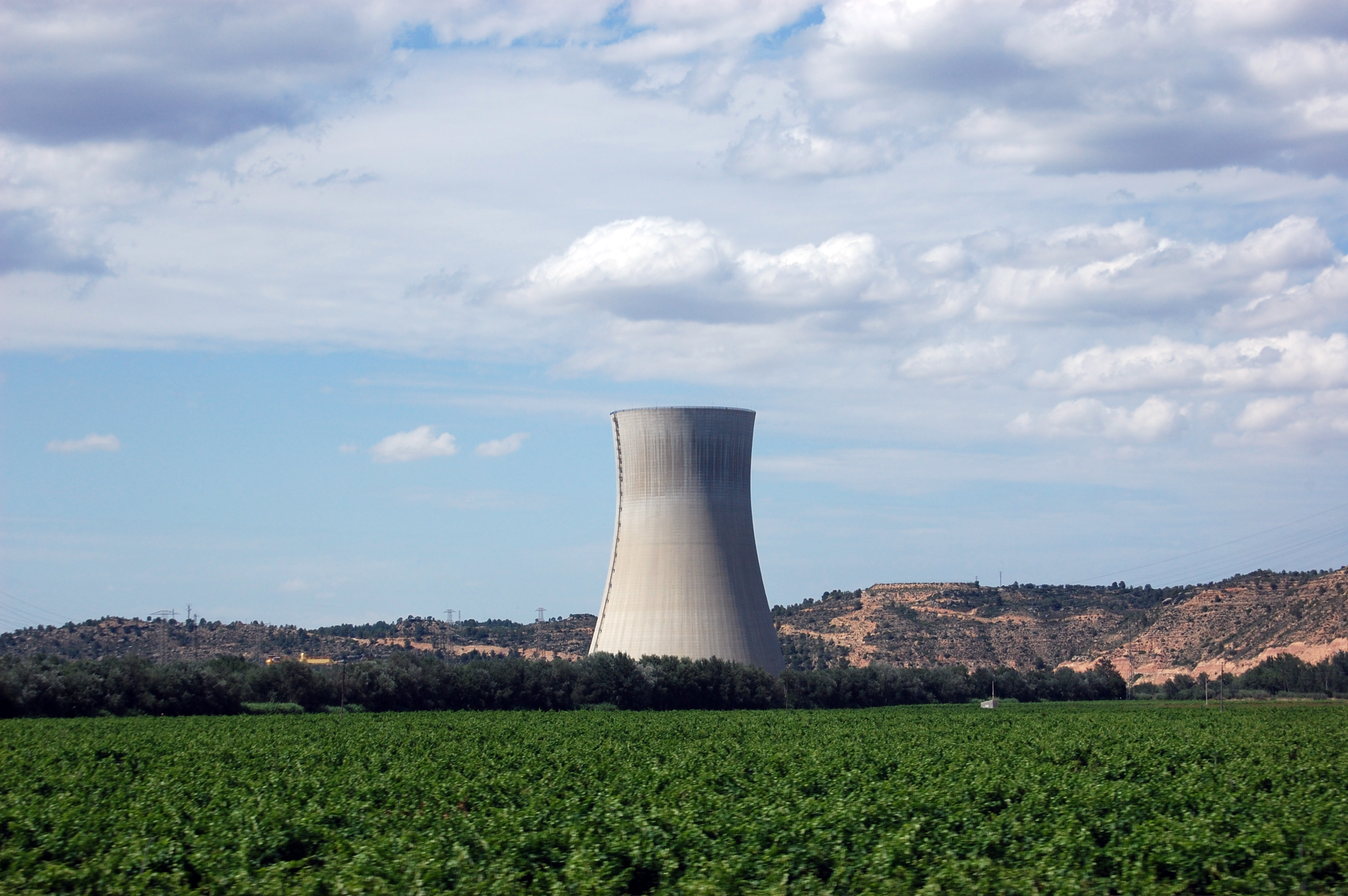
Der Kühlturm des Atomkraftwerks Ascó

Den wichtigsten Wirtschaftszweig bilden die zwei Reaktoren des nördlich der Gemeinde gelegenen Atomkraftwerk Ascó. Neben der Energiewirtschaft ist noch die Landwirtschaft von Bedeutung, es werden Wein, Öl und Mandeln produziert.

## Verkehr
Der Bahnhof Ascó liegt an der Bahnlinie von Barcelona und Zaragoza. Die Fahrzeit von Barcelona sowie von Saragossa nach Ascó beträgt je 2,5 Stunden. Es existieren Direktverbindungen bis nach Madrid.
Im Norden Ascós durchquert die Regionalstraße C-12 (Katalonien) den Ort und verbindet die Stadt unter anderem mit Flix im Norden mit Vinebre, Garcia bis hinunter nach Móra la Nova im Süden. Eine weitere Straße führt nach La Fatarella im Westen.

## Sehenswürdigkeiten

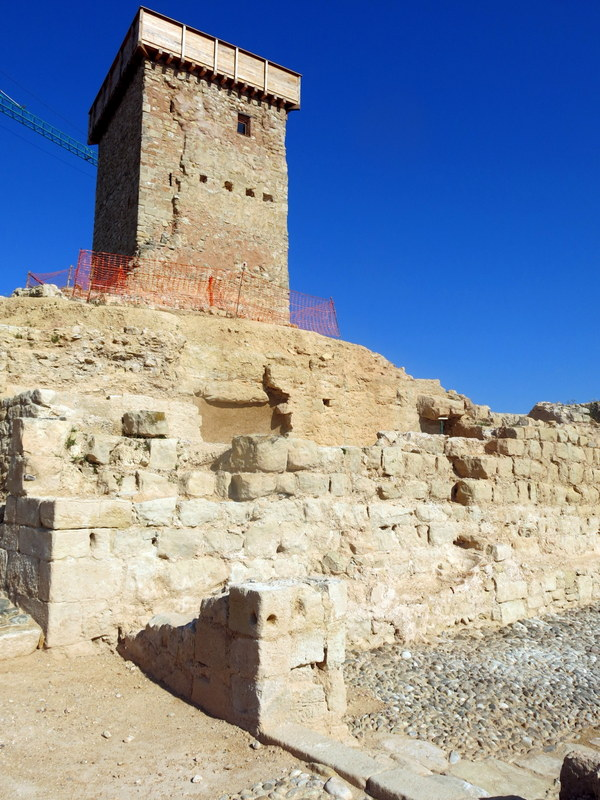
Die Ruinen der Burg Ascó

Neben der Burg Ascó ist das historische Zentrum der Stadt steht als Ganzes im unter Denkmalschutz und ist im Inventari del Patrimoni Arquitectònic Català verzeichnet. Zum Ortszentrum gehört auch das noch separat im Inventar aufgeführte Haus Ca Pere-sans, dass 1289 erstmals erwähnt wird. Ebenfalls erwähnenswert ist die 1158 erstmals erwähnte Pfarrkirche San Juan Bautista.

## Veranstaltungen
Die lokale Feier des Festa popular de Sant Antoni, das Festa de Sant Antoni d'Ascó, wird von der katalanischen Regierung als Fest von nationalem Interesse („Festa patrimonial d’interès nacional“) gewertet. Gemäß dem Lokalhistoriker Carmel Biarnés wird der beim Festival getanzte Jota de Ascó bereits im Jahr 1520 erwähnt, als die Mauren noch in der Stadt waren.

## Sport
Der FC Ascó entstand 2010 aus einer Fusion des CFJE Ascó EF und FC Benavent und spielt zurzeit in der viertklassigen Tercera División.
In den Jahren 2008, 2010 und 2012 war Ascó Etappenort der Katalonien-Rundfahrt.

## Persönlichkeiten
Der der 1893 seliggesprochene Dominikanermönch Peter Sanz (1680–1747) wurde in Ascó geboren. Weiter lebte der Humanist Carmel Biarnés (1928–1992) in Ascó und der Autor Andreu Carranza i Font wurde dort geboren und lebt heute im Nachbarort Flix (Stand: 2015).